# Stéphanie Dadour
Stéphanie Dadour née en 1980 est une historienne française de l'architecture. Elle travaille sur les interactions entre féminisme et architecture.

## Biographie
En 2013, Stéphanie Dadour soutient la thèse de doctorat en architecture intitulé Des pensées du décentrage au pragmatisme : La question de l’identité dans l’espace domestique (Amérique du Nord, 1988-2008).
Depuis 2014, elle est enseignante chercheuse à l'École nationale supérieure d'architecture Paris-Malaquais. Elle s'intéresse sur les rapports entre féminisme et architecture. Ses recherches l'amènent à étudier le caractère pionner aux États-Unis qui a intégré des formes plurielles de la pratique architecturale, nourries par l’expérience des femmes et des minorités.
En 2020, elle publie Liban 1989. Elle propose une réflexion transdisciplinaire sur la production des savoirs sur le Liban et son architecture en considérant la date de 1989 comme pivot de l'histoire du pays.
En 2022, Stéphanie Dadour publie une anthologie rassemblant des textes fondateurs, publiés entre 1977 et 1999, sur les croisements entre féminismes et architecture. Dans l'introduction, elle présente de façon argumentée ce qui permet d'identifier et de critiquer un système qui exclue naturellement les femmes. Elle montre le caractère pionnier de la critique américaine architecturale. Elle fait le constat que le monde de l'architecture en France n'est pas traversé par une réflexion féministe à la différence des autres sciences sociales.
En 2022, elle publie avec Sibylle Le Vot Enseigner l’architecture à Grenoble : une histoire, des acteurs, une formation. Cet ouvrage trace la genèse de l'école nationale supérieure d’architecture depuis l’École publique de dessin de 1763.
En 2023, elle écrit la préface de l'ouvrage de Dolores Hayden, The Grand Domestic Revolution: A History of Feminist Designs for American Homes, Neighborhoods, and Cities, traduit en français trente ans après sa publication aux États-Unis. Cet ouvrage est consacré aux idées novatrices en matière de prise en charge du travail domestique dès le XIXe siècle aux États-Unis qui se concrétisent dans la cité et l'architecture.

## Publications

### Direction d'ouvrages
- Le pôle Molière aux mureaux ; Lieu de l'apprentissage du vivre nsemble, Paris, Archibooks, 2015, 104 p. (ISBN 9782357333499)
- Liban 1989, Paris, École Nationale Supérieure d’Architecture Paris-Malaquais, coll. « hors-champ de l’architecture officielle », 2020, 158 p. (ISBN 9782954996127)
- Des féminismes en architecture, Paris, Ecole Nationale Superieure Des Beaux Arts, coll. « Revue Malaquais N° 6 », 2020 (ISBN 9782840568063)
- Stéphanie Dadour et Sibylle Le Vot, Enseigner l'architecture à Grenoble : une histoire, des acteurs, une formation, Recherches, 2022 (ISBN 9782862220994), p. 416
- Des voix s'élèvent - Féminismes et architecture, Paris, Éditions de la Villette, 2022, 382 p. (ISBN 978-2-37556-038-9)

### Autres responsabilités
- Dolores Hayden, Stéphanie Dadour (préface) et Phoebe Hadjimarkos Clarke (traduction), La grande Révolution domestique. Une histoire de l'architecture féministe., Éditions B42, 2023, 374 p. (ISBN 9782490077960)

- Stéphanie Bouysse-Mesnage, Stéphanie Dadour, Isabelle Grudet, Anne Laroille et Elise Macaire, Dynamiques de genre : la place des femmes en architecture, urbanisme et paysage, Parenthèses, 2024, 238 p. (ISBN 9782863646885)